# Pej Vahdat
Pejman 'Pej' Vahdat (San Jose (Californië)) is een Amerikaans acteur.

## Biografie
Vahdat studeerde af aan de San Diego State University in San Diego (Californië), hier was hij lid van het schooltennisteam.
Vahdat begon in 2004 met acteren in de korte film Finding the Endzone, waarna hij nog meerdere rollen speelde in films en televisieseries. Hij is vooral bekend voor zijn rol als Arastoo Vaziri in de televisieserie Bones waar hij in 31 afleveringen speelde (2009-2017).

## Carrière

### Films
Uitgezonderd korte films.
- 2019 The Day Shall Come - als Nura
- 2018 Hope Springs Eternal - als mr. Garner
- 2017 Magnum Opus - als Sean Dabashi
- 2017 Roman J. Israel, Esq. - als Abbas
- 2017 Hope Springs Eternal - als mr. Garner
- 2014 A Girl Walks Home Alone at Night - als DJ Porno
- 2013 Blood Shot - als Ruhmeo
- 2010 Groupie - als klerk
- 2008 Caught in the Action - als Ahmad
- 2008 Juan Frances: Live - als Amir
- 2006 The Butcher - als Chip
- 2005 The Flight That Fought Back - als Ziad Jarrah

### Televisieseries
Uitgezonderd eenmalige gastrollen.
- 2025 Tracker - als Leo Sharf - 3 afl.
- 2022-2024 The Old Man - als jonge Faraz Hamzad - 7 afl.
- 2022 City on a Hill - als agent Ramin Milani - 6 afl.
- 2022 Dynasty - als Dex Dexter - 10 afl.
- 2020 Heart Baby Eggplant - als echtgenoot - 4 afl.
- 2020 Family Guy - als cricket fan (stem) - 2 afl.
- 2018-2020 Empire - als Kelly Patel - 13 afl.
- 2019 The Village - als Hamid - 5 afl.
- 2019 American Dad! - als Nate - 2 afl.
- 2018 NCIS - als Nigel Hakim - 2 afl.
- 2017-2018 Arrow - als Sam Armand - 3 afl.
- 2009-2017 Bones - als Arastoo Vaziri - 31 afl.
- 2017 Sneaky Pete - als Kumar Mukherjee - 4 afl.
- 2016 37 Problems - als dr. Indra Drimi - 2 afl.
- 2016 Zoe Ever After - als Amir - 4 afl.
- 2015 Satisfaction - als Brett - 2 afl.
- 2014 Dallas - als Nasir Ali - 3 afl.
- 2011-2012 Shameless - als Kash - 8 afl.

### Computerspellen
- 2023 Thirsty Suitors - als Irfan
- 2023 Marvel's Spider-Man 2 - als stem
- 2023 Dead Space - als dr. Terrence Kyne
- 2020 The Last of Us Part II - als stem
- 2019 Crackdown 3 - als Reza Khan
- 2018 Call of Duty: Black Ops 4 - als stem
- 2017 Uncharted: The Lost Legacy - als opstandeling van Asav
- 2017 Agents of Mayhem - als relikwie
- 2012 Call of Duty: Black Ops II - als stem
- 2012 Medal of Honor: Warfighter - als Arabische vechter
- 2012 Tom Clancy's Ghost Recon: Future Soldier - als Perzisch tuig